# Crossostylis grandiflora
Crossostylis grandiflora är en tvåhjärtbladig växtart som beskrevs av Jean Armand Isidore Pancher, Adolphe-Théodore Brongniart och Gris. Crossostylis grandiflora ingår i släktet Crossostylis, och familjen Rhizophoraceae. Inga underarter finns listade i Catalogue of Life.